# Astragalus ferganensis
Astragalus ferganensis är en ärtväxtart som först beskrevs av Mikhail Grigoríevič Popov, och fick sitt nu gällande namn av A.S.Korol. Astragalus ferganensis ingår i släktet vedlar, och familjen ärtväxter. Inga underarter finns listade i Catalogue of Life.